# 陳樂行

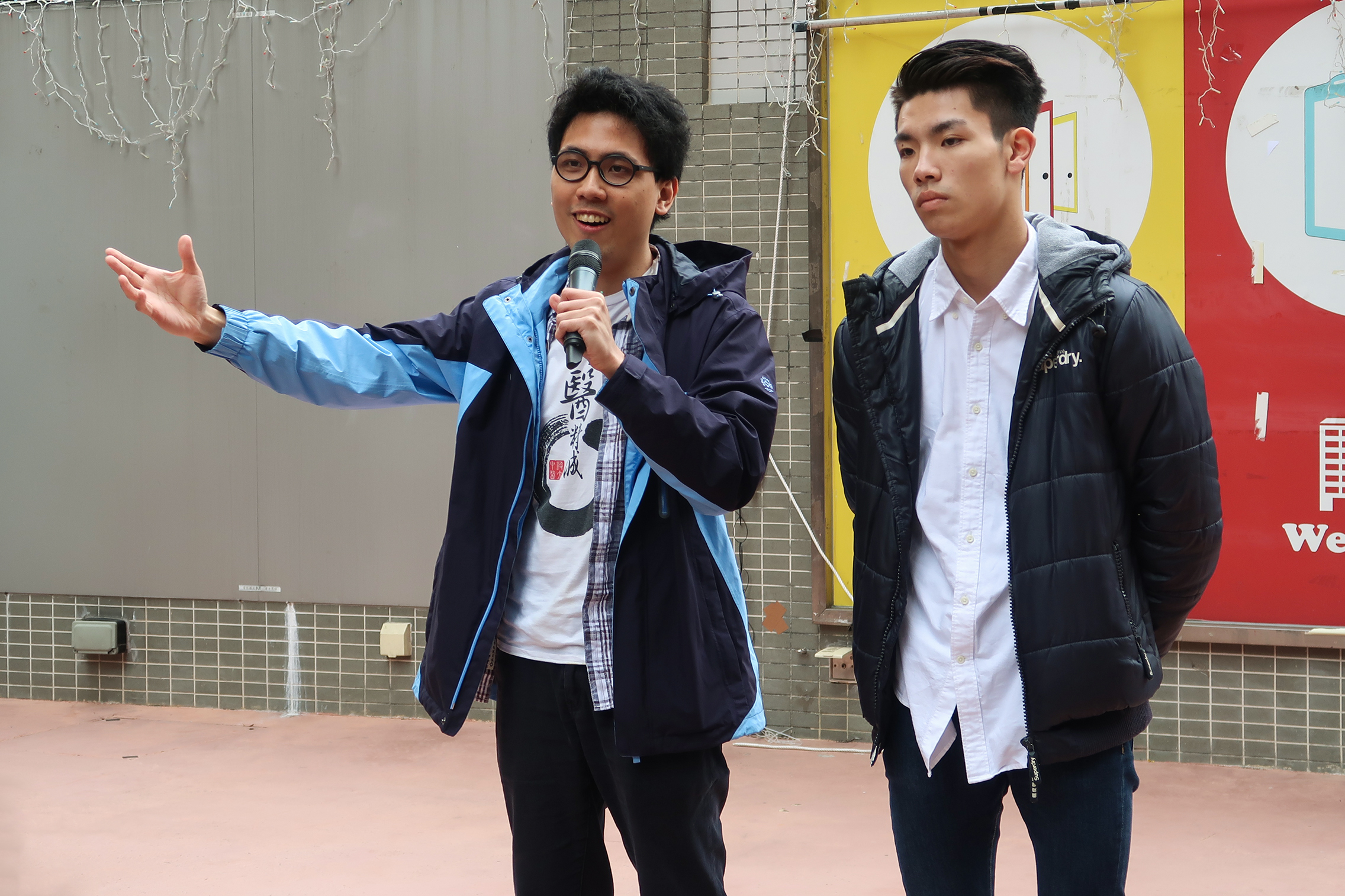
左：陳樂行
右：劉子頎

陳樂行（1995年—），香港保衛廣東話運動發起人、語文保育組織港語學前主席，聖保羅書院舊生，香港浸會大學生物醫學理學士畢業，以反對香港中小學「普教中」聞名。

## 事件

### 遭遇恐嚇
2015年6月，陳樂行於前女友家樓下的巴士站牌上，發現藍色簡體字恐嚇字句，引來香港及臺灣網民關注。

### 浸大語文中心風波
香港浸會大學有普通話水平畢業「要求」，本科生需達到「要求」才可畢業。2016年，當時浸大三年級的陳樂行，收集逾四百學生聯署並公投，高達九成人反對必修普通話。其後科大亦響應發起公投，同樣大比數通過。及後兩年，學生取消普通話畢業要求的呼聲遭無視，浸大推出的豁免試，更離奇高達七成學生不及格。一批浸大學生於2018年1月17日，佔領校內語文中心八小時，與職員對罵。陳樂行質疑評核準則大謬，擔心學生無法畢業。

### 廣州實習恐嚇風波
語文中心抗議後，陳到廣東省中醫院實習，於1月23日被《環球時報》報導相關消息，及後中醫院收到幾百個恐嚇陳樂行之電話及微博訊息，內容包括「搵人嚟打（佢）」（找人打他）、「解剖」和「殺死佢」（殺死他）等字眼。院方通知隨行浸大老師，因擔憂其生命安全，送其回港。
翌日，時任校長錢大康以「學生言行使老師感到威脅和侮辱，影響老師工作，學生違反學校行為守則」，勒令陳樂行及學生會會長劉子頎停學。他說根據現場影片，「初步認為有兩名學生使老師受威脅和侮辱，違反學生守則（code of conducts）」，校方其後通告全校，指兩人違反大學的「Standards of Conduct（行為準則）」，暫時把兩人停學。劉子頎及陳樂行之後第二度開記招，證實已被停學。不過校方「未審先判」做法引起巨大爭議。

#### 學生聲援 停學撤銷
2018年1月26日，四百名浸大學生，於校內集會，聲援陳樂行和劉子頎，並要求校方撤銷停學。2月1日，校長錢大康通告所有師生，指學生輔導長與陳劉二人及語文中心同事會面後，決定延緩兩人的停學。

#### 紀律聆訊
2018年4月2日，陳樂行和劉子頎二人召開記者會，指在周四（3月29日）接獲紀錄聆訊結果，陳樂行判停學8日及40小時服務令；劉子頎停學一學期。他們表明上訴。陳樂行指聆訊會議無問及案情，紀律委員會偏聽，判決不公。

### 國安搜查
2023年8月22日早上7時，國安公署人員到陳在港居所搜查，因陳外遊，國安要求家人向陳轉達有關一項陳違反國安法的案件。同月28日，陳向外宣佈，組織「港語學」終止運作及即時解散。

### 近況
陳現身在澳洲，迄今未有回港。 2024年4月，陳對「光傳媒」指港官之所以常用某些非慣用語，乃因為「表忠，以免招人話柄」。